# 한국정보통신진흥협회
한국정보통신진흥협회(韓國情報通信振興協會, Korea Association for ICT Promotion, KAIT)는 회원의 협력과 유대강화를 통하여 방송통신의 발전 및 공공복리의 증진에 기여하기 위해 설립된 법정 사단법인이며, 서울특별시 강남구 역삼로 111 (역삼동 831-44)에 위치하고 있다.

## 주요 사업

#### 디지털·ICT 산업계와 정부간 민관 협력
- 과학기술·정보방송통신인 신년인사회
- 디지털 인사이트 포럼
- AI·데이터 포럼
- 한국IT리더스 포럼
- 글로벌 메타버스 협의회
- 정보통신 ISAC 협의회

#### 디지털·ICT 산업계 지원
- 데이터바우처 지원
- AI바우처 지원
- 고성능 컴퓨팅 지원
- 클라우드 서비스 보급·확산
- 수출유망 메타버스 강소기업 육성
- SW고성장클럽 글로벌 성장 인센티브
- 중소기업 기술마켓
- 월드IT쇼 및 해외진출 지원
- ICT산업전망컨퍼런스
- 정부시상 - 대한민국 ImpacT-대상 - 모바일기술대상
- 초고속정보통신건물 인증심사
- 정보보호관리체계(ISMS-P) 인증심사
- 클라우드서비스 보안인증(CSAP)
- ISO 인증 및 ISO교육 연수 운영
- 주요정보통신기반시설 관리기관 취약점 분석·평가
- 정보보호준비도 평가
- 홈네트워크 보안점검

#### 디지털·ICT 산업 연구 및 인재양성
- ICT 국가승인 통계 조사
- 국제 ICT 통계
- AI반도체 기술인재 공급 플랫폼
- 디지털 인재 양성을 위한 디지털신기술 교육
- 정보통신기술 자격검정 - 디지털정보활용능력(DIAT) - 리눅스마스터 - 검색광고마케터 - SNS광고마케터 - 코딩활용능력 - AI활용능력 - 메타버스개발전문가

#### 디지털·ICT 공공서비스 및 공동협력
- 금융마이데이터 중계기관
- 방송통신 신용정보 공동관리
- 알뜰폰허브
- 이동전화 고유식별번호(IMEI) 통합관리센터
- 방송통신서비스 명의도용 피해예방
- 이동통신서비스 판매점 사전승낙

#### 디지털·ICT 이용자 권익증진 활동
- 불법유해정보 유통방지
- 방송통신이용자정보포털
- 이동전화 불공정행위 신고센터
- 온라인피해365센터
- 핸드폰찾기콜센터
- 중고단말 사업자 인증 및 중고단말 거래사실 확인 서비스

## 연혁
- 1987년 4월 정보통신진흥협회 창립총회. 초대 구자두 회장 취임 ((주)금성사)
- 1988년 2월 제2대 김지주 회장 취임 ((주)금성사)
- 1987년 12월 월간 ”정보화사회” 창간
- 1989년 2월 제3대 한태희 회장 취임 ((주)금성사)
- 1991년 2월 제4대 정용문 회장 취임 (삼성전자(주))
- 1992년 2월 한국정보통신진흥협회로 법인명 변경
- 1992년 7월 정보통신산업DB구축 및 서비스 개시
- 1994년 2월 제5대 정장호 회장 취임 (금성정보통신(주))
- 1994년 3월 “EC협의회” 발족
- 1994년 8월 “멀티미디어협의회” 발족
- 1994년 12월 "(재)한국데이터베이스 진흥센터" 설립추진위원회 구성
- 1995년 2월 제6대 남궁 석 회장 취임 (삼성전자(주))
- 1997년 2월 제7대 남궁 석 회장 취임 (삼성SDS(주)) 및 “인터넷인증시험위원회” 구성
- 1997년 4월 정보통신윤리위원회 분리 독립
- 1998년 2월 제8대 정장호 회장 취임 (LG텔레콤(주))
- 1998년 3월 “부가통신사업자 위원회” 발족
- 1998년 4월 “별정통신사업자위원회” 발족
- 1998년 7월 정보통신 신용정보 공동관리시스템 개통
- 1999년 4월 “분실도난단말기 집중관리센터” 개원
- 1999년 10월 “한국리눅스협의회” 발족
- 2000년 2월 제9대 정장호 회장 취임 ((주)LG정보통신)
- 2000년 3월 "한국ASP산업컨소시엄" 창립
- 2000년 4월 "부설 한국정보통신인력개발센터" 개원
- 2000년 5월 "인터넷사이트안전마크 위원회" 및 "인터넷정보가전산업협의회" 발족
- 2000년 9월 "인터넷사이트 방문통계 인증위원회" 발족
- 2001년 2월 "음성정보처리산업협의회" 발족
- 2001년 4월 "남북IT민간협의회" 발족
- 2001년 6월 "무선인터넷산업발전협의회" 사무국 설치
- 2001년 7월 한국정보통신산업협회로 명칭 변경
- 2002년 5월 "홈네크워크협의회" 발족
- 2003년 1월 "LBS산업협의회" 발족
- 2003년 6월 "한국IT리더스포럼" 발족
- 2003년 8월 "디지털 홈 포럼" 발족 및 "한국 로봇 공학회" 발족
- 2005년 2월 제11대 이기태 회장 취임 (삼성전자(주))
- 2005년 3월 FTTH 산업협의회 발족 및 IHD, 직업능력개발훈련시설 지정 (노동부)
- 2005년 4월 IT통계정보센터, IT통계정보시스템을 기반으로 온라인조사시스템(e-Survey) 개발
- 2005년 5월 명의도용방지서비스(M-Safer) 개통
- 2005년 6월 IHD, 지역공개 SW 기술지원운영 사업 실시
- 2006년 1월 LBS 기술 및 산업 현황 연구보고서 발간
- 2006년 2월 IHD, "개인정보관리자 전문교육 과정" 신설
- 2006년 9월 정보화사회 e-book서비스 개시 및 IHD, 국가공인 공무원 NIT자격검정 인수운영
- 2006년 10월 민간협의체 "기업정보화컨소시엄" 출범 및 IHD, 온라인 교육사이트 e-campus 구축
- 2007년 3월 통신민원조정센터 설립 및 업무개시
- 2008년 6월 제12대 김신배 회장 선임 ((주)SK Telecom)
- 2009년 8월 부설「초고속정보통신건물인증심사센터」개원
- 2010년 1월 한국양방향방송콘텐츠협의회 출범
- 2010년 3월 「방송통신이용자보호센터」개소
- 2010년 9월 한국정보통신진흥협회로 명칭 변경
- 2013년 9월 글로벌 창업지원센터 개관
- 2014년 2월 휴대전화 명의변경통보서비스 개시
- 2014년 3월 일・학습 병행제 사업 전담 조직 설치
- 2014년 5월 허위과장 광고 신고센터 개소
- 2014년 6월 한국 빅데이터연합회 출범식
- 2015년 2월 장동현 제 16대 회장 취임
- 2015년 5월 알뜰폰 온라인 허브사이트 구축 및 운영 개시
- 2015년 10월 미국 정보통신기술산업협회(ITI)와 빅데이터 공동연구 협력 Joint Resolution 체결
- 2015년 12월 정용환 제8대 상근부회장 취임
- 2017년 2월 박정호 제 17, 18대 회장 취임
- 2017년 3월 한국정보통신진흥협회 독립청사로 이전(강남구 역삼로 111)
- 2019년 3월 양환정 제9대 상근부회장 취임
- 2021년 12월 ISO 9001·27001 인증기관 지정
- 2022년 2월 유영상 제 19대 회장 취임
- 2023년 1월 이창희 제10대 상근부회장 취임
- 2023년 9월 부설정보통신인증센터  '철도시설 안전진단전문기관' 지정

## 조직

### 한국정보통신진흥협회장
- 이사회
- 감사

### 부회장
- 감사실 - 감사팀

#### 사무국
- 기획조정팀
- 경영지원팀
- 재무회계팀
- 사업전략협력실 - 신사업전략팀 - 대외협력팀 - 국제협력팀
- IT지원실 - IT기획보안팀 - IT운영팀

#### ICT서비스사업본부
- 정보사업팀
- 모바일사업팀
- 서비스지원팀

#### 디지털산업진흥본부
- 통계정보팀
- 디지털인재양성팀
- AI·데이터전략실 - 디지털융합산업팀 - AI·데이터사업팀 - AI신사업추진팀

#### 시장협력본부
- 시장활성화팀
- 유통망기반팀
- 공정경쟁지원팀

#### 이용자권익본부
- 유해정보방지팀
- 이용자보호팀
- 분쟁조정팀

#### 정보통신인증센터
- 정보보호정책팀
- 정보보호인증심사팀
- 네트워크진흥팀